# Parlamentswahl in Somaliland 2005
Die Parlamentswahl in Somaliland 2005 fand am 29. September 2005 statt. Dabei wurde das Repräsentantenhaus von Somaliland, dessen Mitglieder bis dahin von den Clans ernannt worden waren, erstmals in einer demokratischen Wahl bestimmt. Nach den Kommunalwahlen 2002 und den Präsidentschaftswahlen 2003 handelte es sich um die dritte Wahl im international nicht anerkannten Somaliland, das 1991 seine Unabhängigkeit von Somalia erklärt hatte.

## Durchführung
Die Wahlen sollten ursprünglich im Jahr 2004 abgehalten werden. Sie wurden jedoch verschoben, da es Uneinigkeiten bei der Verteilung der Parlamentssitze nach Verwaltungsregionen und der Einteilung der Wahlkreise sowie Verzögerungen bei der Wählerregistrierung gab. Vor allem kleinere Clans, die bislang garantierte Sitze hatten, fürchteten, gegenüber größeren und wählerstärkeren Clans im Nachteil zu sein.
Da nach wie vor etliche Wähler auch nach Clanzugehörigkeit entscheiden, berücksichtigten die Parteien diesen Faktor. Sie stellten tendenziell eher Kandidaten aus größeren Unterclans auf, da sie sich von diesen mehr Stimmen versprachen. Frauen hatten deutlich schlechtere Chancen, als Kandidatinnen aufgestellt zu werden, da sie in den Clans traditionell nicht in die politischen Netzwerke eingebunden sind; von 246 Kandidaten waren sieben Frauen.
In den Distrikten im umstrittenen Grenzgebiet, die von der somalischen autonomen Region Puntland kontrolliert wurden, fanden die Wahlen wiederum nicht statt.

## Ergebnisse
|          | UDUB   | Kulmiye | UCID   | Anzahl Stimmen |
| -------- | ------ | ------- | ------ | -------------- |
| Awdal    | 56,1 % | 20,2 %  | 23,7 % | 133.020        |
| Hargeysa | 32,2 % | 37,9 %  | 29,9 % | 253.229        |
| Saaxil   | 41,5 % | 23,5 %  | 34,9 % | 52.479         |
| Sanaag   | 38,9 % | 41,1 %  | 20,1 % | 89.286         |
| Sool     | 44,5 % | 43,6 %  | 11,8 % | 20.557         |
| Togdheer | 32,5 % | 39,1 %  | 28,4 % | 121.751        |
| Total    | 39,0 % | 34,1 %  | 26,9 % | 670.322        |

Mit 39 % der Stimmen erreichte die Regierungspartei UDUB den höchsten Anteil und 33 von 82 Sitzen. Die Kulmiye-Partei kam auf 34,1 % (28 Sitze) und die UCID auf 26,9 % (21 Sitze). Die beiden Oppositionsparteien bildeten daraufhin eine Koalition, die über eine Mehrheit von 49 Sitzen verfügt.
Von den vormaligen Parlamentariern traten gerade 18 zur Wiederwahl an, wovon 14 wieder gewählt wurden. Die neuen Parlamentarier sind im Durchschnitt deutlich jünger als das vorherige Parlament. Erstmals sind zwei Frauen vertreten; von diesen wurde eine in Awdal mit dem niedrigsten Resultat aller erfolgreichen Kandidaten gewählt, die andere erhielt als Kandidatin der UDUB einen Sitz für diejenigen Teile von Sanaag zugeteilt, in denen die Wahlen nicht stattfanden. Rund 30 der Parlamentarier werden der somaliländischen Diaspora zugerechnet, von der ein Großteil in der Politik Somalilands engagiert ist und eine doppelte Staatsbürgerschaft besitzt.
Es gab Vorwürfe, dass die UDUB im Vorfeld der Wahlen und am Wahltag selbst verschiedentlich ihren Einfluss missbraucht habe. Wahlbeobachter des International Republican Institute fanden für die meisten dieser Vorwürfe keine Anhaltspunkte, stellten aber Unregelmäßigkeiten in der Region Awdal fest, wo die UDUB den höchsten Stimmenanteil erreichte: Im Distrikt Lughaya war die angegebene Zahl der Stimmen über sechsmal so hoch wie 2003 und in den Distrikten Zeila und Baki etwa dreimal so hoch; auch sollen manche Oppositionsparteienvertreter in den Wahllokalen durch regierungstreue Vertreter ersetzt worden sein. Abgesehen von den Zwischenfällen in Awdal seien die Wahlen gesamthaft frei und fair verlaufen.

### Änderungen in der Zusammensetzung nach Clans
| Clans            | Sitze im Parlament vor den Wahlen 2005 | Sitze nach 2005 | Veränderung |
| ---------------- | -------------------------------------- | --------------- | ----------- |
| Isaaq            | 48 (59 %)                              | 57 (69,5 %)     | +9          |
| Gadabursi-Dir    | 10 (12 %)                              | 13 (16 %)       | +3          |
| Issa-Dir         | 5 (6 %)                                | 1 (1,2 %)       | −4          |
| Dolbohanta-Darod | 9 (11 %)                               | 6 (7,3 %)       | −3          |
| Warsangeli-Darod | 5 (6 %)                                | 4 (4,8 %)       | −1          |
| Hawiye           | 1 (1,2 %)                              | 1 (1,2 %)       | -           |
| Minderheiten     | 4 (4,8 %)                              | 0 (0 %)         | −4          |

Bezüglich der Anteile der Clans ergaben sich Veränderungen, da nun nicht mehr jedem Clan eine gewisse Anzahl Sitze zugeteilt war, sondern allein die Anzahl Stimmen pro Kandidat entscheidend war. Vor allem die Isaaq – die schätzungsweise bis zu 80 % der Bevölkerung stellen – und daneben die Gadabursi-Dir haben Sitze gewonnen. Innerhalb der Isaaq konnten dabei die großen Unterclans der Garhajis (Habr Yunis und Eidagalla), Habr Awal und Habr Toljaalo Sitzgewinne verzeichnen, während die kleineren Unterclans der Ayub und Arab Sitze eingebüßt haben. Die Minderheiten konnten keinen ihrer zuvor vier Sitze halten. Zu den Verlierern zählen wegen der niedrigen Wahlbeteiligung in Sanaag und Sool auch die Warsangeli und Dolbohanta, was zu ihrem Gefühl, in Somaliland gegenüber Isaaq und Dir marginalisiert zu sein, beitragen wird. Die Issa-Dir sind vor allem deswegen markant schwächer vertreten, weil sie sich statt nach Somaliland vermehrt nach dem angrenzenden Dschibuti orientieren, wo sie die Bevölkerungsmehrheit stellen und die Politik dominieren.